# 酒詰仲男
酒詰 仲男（さかづめ なかお、1902年〈明治35年〉5月29日 - 1965年〈昭和40年〉5月31日）は、日本の考古学者、文学博士。

## 人物・来歴
東京出身。東京開成中学校に入学し、3年時に両親の不仲から母の地縁で京都へ移り、京都府立京都第一中学校に転入。同志社大学文学部英文科卒。筆名は土岐仲雄。東京開成中学校教諭、大山史前学研究所所員、東京帝国大学助手、1954年同志社大学教授。
開成中学の英語教員時代、同僚石田外茂一と親交を結び、佐野学『日本歴史』をテキストとして日本史の共同研究を進める。社会主義シンパとなった酒詰は、1933年「6.15研究グループ」参加を理由に特別高等警察から検挙される。この時の拷問で酒詰は前歯が数本欠けている。この逮捕により開成中学を免職。
1938年研究会誌「貝塚」を刊行。関東地方の貝塚研究、縄文時代の粟栽培説、石器時代の食糧について研究を進めた。息子にフランス文学者の酒詰治男がいる。

## 著書

### 単著
- 『日本国家成立過程小論』白林社〈史論パンフレット 第2輯〉、1932年。 NCID BN08469729。全国書誌番号:。
- 『貝塚の話 初めて先史学を学ぶ人々に』彰考書院、1948年。 NCID BN07444154。全国書誌番号:45041539 全国書誌番号:48008588。
  - 『貝塚の話 初めて先史学を学ぶ人々に』（改訂版）彰考書院、1952年4月。 NCID BA53611378。全国書誌番号:45041539 全国書誌番号:45011766。
- 世界史研究会編 編『縄文文化 特に関東地方を中心として』平安文庫〈日本史教授用パンフレット 第2集〉、1950年1月。 NCID BA90795509。全国書誌番号:21645662。
- 『先史発掘入門』古今書院、1951年6月。 NCID BA43079684。全国書誌番号:51006016。
- 『樺太の貝塚』金曜会〈日本の貝塚 外篇1〉、1954年7月。 NCID BB14988158。
- 『日本の貝塚』金曜会、1955年9月。 NCID BA51394687。
- 『日本貝塚地名表』土曜会、1959年。 NCID BN0150456X。全国書誌番号:60003910。
- 『日本縄文石器時代食料総説』土曜会、1961年。 NCID BN08453015。全国書誌番号:61010207。
  - 『日本縄文石器時代食料総説』（再版）土曜会、1984年9月。 NCID BN04016992。
  - 栗田奏二編 編『日本縄文石器時代食料総説』栗田〈日本食肉史基礎資料集成 第186輯〉、1985年。 NCID BN13681653。全国書誌番号:85056370。
- 『人 詩集』土曜会、1966年5月。 NCID BA43483850。
- 『貝塚に学ぶ』学生社、1967年6月。 NCID BN06150985。全国書誌番号:67000268。
  - 『貝塚に学ぶ』石部正志解説（新装版）、学生社、2001年12月。ISBN 9784311202490。 NCID BA54871986。全国書誌番号:20224565。
- 芹沢長介編 編『酒詰仲男集』築地書館〈日本考古学選集 22〉、1975年12月。 NCID BN02043859。全国書誌番号:73013620。

### 共著
- 酒詰仲男、広瀬栄一『茨城県大串貝塚調査報告』日本考古学研究所、1949年4月。 NCID BA58588896。
- 『考古学辞典』改造社、1951年4月。 NCID BN01702927。全国書誌番号:51003641。

### 共編
- 酒詰仲男・平井尚志編 編『貝塚』柏書房、1981年3月。 NCID BA52804693。全国書誌番号:00036151。

### 翻訳
- M.C.バーキット『旧石器時代』帝塚山大学考古学研究室〈帝塚山大学考古学叢書 第1輯〉、1974年5月。 NCID BN02342317。全国書誌番号:73013110。

### 調査・日録
- 酒詰治男編 編『酒詰仲男調査・日録』 第1集（昭和13年、調査・該当年不明、調査・昭和14年、調査(1)・昭和14年、調査(2)）、東京大学総合研究博物館〈東京大学総合研究博物館標本資料報告 第72号〉、2008年。 NCID BA87223653。全国書誌番号:21421021。
- 酒詰治男編 編『酒詰仲男調査・日録』 第2集（昭和15年日録(1)昭和15年、日録(2)昭和15年、調査(1)昭和15年、調査(2)昭和15年、報告(1)昭和15年、報告(2)）、東京大学総合研究博物館〈東京大学総合研究博物館標本資料報告 第77号〉、2009年。 NCID BA87223653。全国書誌番号:。
- 酒詰治男編 編『酒詰仲男調査・日録』 第3集（昭和16年、調査(1)昭和16年、調査(2)昭和16年、調査(3)昭和16年、調査(4)昭和16年、調査(5)）、東京大学総合研究博物館〈東京大学総合研究博物館標本資料報告 第78号〉、2009年。 NCID BA87223653。全国書誌番号:21636118。
- 酒詰治男編 編『酒詰仲男調査・日録』 第4集（昭和17年、日録(1)昭和17年、日録(2)昭和17年、調査(1)昭和17年、調査(2)）、東京大学総合研究博物館〈東京大学総合研究博物館標本資料報告 第号〉、2010年。 NCID BA87223653。全国書誌番号:21848898。
- 酒詰治男編 編『酒詰仲男調査・日録』 第5集（昭和18年、調査・昭和19年、日録・昭和19年、調査(1)・昭和19年、調査(2)）、東京大学総合研究博物館〈東京大学総合研究博物館標本資料報告 第83号〉、2010年。 NCID BA87223653。全国書誌番号:21848895。
- 酒詰治男編 編『酒詰仲男調査・日録』 6集（昭和20年、日録・昭和21年、調査）、東京大学総合研究博物館〈東京大学総合研究博物館標本資料報告 第88号〉、2011年。 NCID BA87223653。全国書誌番号:21968742。
- 酒詰治男編 編『酒詰仲男調査・日録』 第7集（昭和22年、日録(1)・昭和22年、日録(2)・昭和22年、調査）、東京大学総合研究博物館〈東京大学総合研究博物館標本資料報告 第89号〉、2011年。 NCID BA87223653。全国書誌番号:21968743。
- 酒詰治男編 編『酒詰仲男調査・日録』 第8集（昭和23年、調査 (1) ・昭和23年、調査 (2) ・昭和23年、調査 (3) ・昭和23年、調査 (4) ・昭和23年、報告）、東京大学総合研究博物館〈東京大学総合研究博物館標本資料報告 第91号〉、2011年。 NCID BA87223653。全国書誌番号:22071441。
- 酒詰治男編 編『酒詰仲男調査・日録』 第9集（昭和24年、日録・昭和24年、調査(1)・昭和24年、調査(2)）、東京大学総合研究博物館〈東京大学総合研究博物館標本資料報告 第96号〉、2013年。 NCID BA87223653。全国書誌番号:22214132。
- 酒詰治男編 編『酒詰仲男調査・日録』 第10集（昭和25年、日録 (1) ・昭和25年、日録 (2) ・昭和25年、日録 (3) ・昭和25年、日録 (4) ・昭和25年、日録 (5)）、東京大学総合研究博物館〈東京大学総合研究博物館標本資料報告 第97号〉、2013年。 NCID BA87223653。全国書誌番号:22264092。
- 酒詰治男編 編『酒詰仲男調査・日録』 第11集（昭和26年、日録 (1) ・昭和26年、日録 (2) ・昭和26年、日録 (3)）、東京大学総合研究博物館〈東京大学総合研究博物館標本資料報告 第100号〉、2013年。 NCID BA87223653。全国書誌番号:22427399。
- 酒詰治男編 編『酒詰仲男調査・日録』 第12集（昭和27年、日録・昭和28年、日録）、東京大学総合研究博物館〈東京大学総合研究博物館標本資料報告 第103号〉、2014年。 NCID BA87223653。全国書誌番号:22466981。

## 論文
- <酒詰仲男

## 関連人物
- 芹沢長介
- 和島誠一
- 山内清男
- 田中美知太郎